# Akhisar Şehir Stadyumu
Das Akhisar Şehir Stadyumu ist ein im Umbau befindliches Fußballstadion mit Leichtathletikanlage in der türkischen Stadt Akhisar, Provinz Manisa. Es war von 1970 bis 2012 Heimspielstätte des Fußballvereins Akhisarspor. Es bot Platz für 2918 Zuschauer.
2012 stieg Akhisarspor in die Süper Lig auf. Das im Stadtzentrum liegende Akhisar Şehir Stadyumu erfüllte nicht die Anforderungen der höchsten türkischen Liga sowie der UEFA. Die Stadt ließ das Spor Toto Akhisar Stadyumu bauen. Seit Januar 2018 ist es die neue Heimat von Akhisarspor.
2012 wurde das Akhisar Şehir Stadyumu geschlossen. 2022 begann die Renovierung der Anlage. Es ist ein Rasenspielfeld mit Kunststoffbahn und einer Tribüne sowie ein Schwimmbad geplant.